# Parco regionale del Delta del Po
Der Parco regionale del Delta del Po (deutsch Regionalpark des Podeltas) ist einer der fünf in der oberitalienischen Region Venetien ausgewiesenen Regionalparks in Italien; ein italienischer Regionalpark kommt in Ziel und Zweck etwa dem eines deutschen Naturparks gleich. Er befindet sich in der Provinz Rovigo und wird von der Ente Regionale del Parco del Delta del Po Veneto verwaltet. Er ist ein Biosphärenreservat der UNESCO.

## Geschichte
Vor etwa 75.000 Jahren begann während der letzten Kaltzeit die Entstehung der Po-Ebene, deren Ostrand an der Adria sich zwischen 4000 und 3000 v. Chr. stabilisierte. Damit entstand der Po, der noch häufig seinen Lauf verlegte, mit seinem ausgedehnten Mündungsgebiet.
Um 3000 v. Chr. gabelte sich der Flusslauf in der Ebene bei Reggio, so dass im Norden der Po di Adria und im Süden der Po di Spina entstand. Doch im 8. Jahrhundert v. Chr.  wurde der Verlauf des Po di Spina durch eine Flut verlegt, so dass er sich weiter flussabwärts bei Sermide vom Po di Adria trennte und über Calto, Ficarolo und Bondeno weiterfloss. Im 6. und 5. Jahrhundert v. Chr. entstanden unterhalb von Ferrara zwei neue Arme, der Olana (später Volano) und der Padoa (auf den der Name des Po zurückgeht), der in der Antike als Eridano bekannt war, während der Po di Adria mit der Zeit verlandete. Die Olana, von der der Gaurus (Goro) abzweigte, teilte sich bei Mesola. In römischer Zeit entstanden um Comacchio neue Arme, während die Stadt Adria in einem Golf lag.
Im 6./7. Jahrhundert n. Chr. verschwand der Po di Spina, die Sumpfgebiete um Comacchio dehnten sich aus, wobei der Po di Volano im Norden und der Po di Primaro im Süden entstanden. Dort, wo sich der Fluss teilte, entstand Ferrara. Bedingt durch die Meliorationsarbeiten der Benediktiner der Abtei Pomposa und die Absenkung des Untergrunds drang Salzwasser in die Sumpfgebiete ein. 1152 dehnte sich das Delta infolge einer enormen Überflutung nach Norden aus, und Ficarolo wurde zerstört. Auch im Spätmittelalter setzte sich diese Expansion nach Norden fort. Die nördlichen Arme verbreiterten sich, wodurch sich die Wassermenge im Po di Primaro und im Volano verminderten. Obwohl sich die Este bemühten, die Verlandung des Po di Ferrara aufzuhalten, indem sie den Reno in das alte Flussbett umleiteten, ließ sich der Vorgang nur verzögern. Auch die Nordbewegung machte weitere Fortschritte und es entstanden neue Flussarme, wie der Ramo di Tramontana, der Ramo di Levante und der Ramo di Scirocco. Mit seinen Sedimenten minderte der Po di Tramontana die Wassertiefe Richtung Chioggia.
Aus Sorge vor einer weiteren Nordausdehnung, die die Lagune von Venedig zum Verlanden gebracht hätte, wurde der Fluss südwärts Richtung Sacca di Goro durch ein künstliches Bett umgeleitet, in dem der Fluss noch heute fließt. Dieser Eingriff des frühen 17. Jahrhunderts ist als Taglio di Porto Viro bekannt. Er führte zur Entstehung des Deltas, wie wir es heute kennen. Aus dem alten Flussbett wurde ein schiffbarer Kanal, der Canal Bianco-Po di Levante. Während sich das Delta vor 1600 jedes Jahr um 53 Hektar ausgedehnt hatte, stieg diese Rate nun von 1604 bis 1840 auf 135 Hektar.

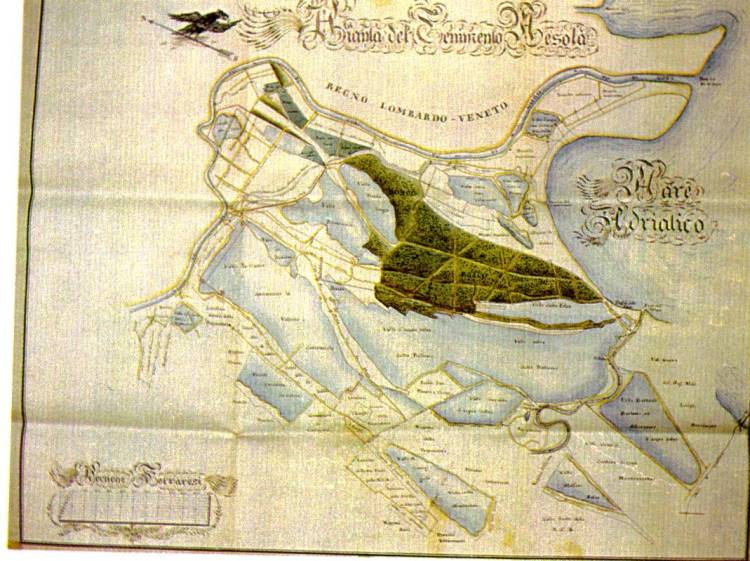
Das Podelta 1787, Archivio municipale, Ferrara

Nach 1604 entstanden ständig neue Verlandungsgebiete. Sie wurden als le Marine bezeichnet und als Grund und Boden verkauft. Diese „vendite di onde in mare“ (Kauf von Wellen im Meer) waren stets überaus gefährdet. Dort wurde Salz gewonnen, doch nach und nach wurde auch Ackerland daraus. Dabei überließen die Herren ihren Pächtern das Land zur Nutzung, auf dem sich bald auch die großen venezianischen Villen errichten ließen. So entstanden die Palazzi der Tiepolo, Farsetti, Dolfin, deren Namen die entsprechenden Orte noch heute tragen.
Im 19. Jahrhundert füllte sich die Sacca di Goro, die Isola di Ariano verlängerte sich und es entstand die Sacca di Scardovari. Häufige Überschwemmungen erschwerten den Einsatz von Landmaschinen, so dass die Dämme im Zuge des Baccarini-Gesetzes von 1882, das die staatliche Finanzierung für die Landgewinnung gewährleistete, erhöht wurden. Die Isola di Ariano wurde mittels einer Saugpumpe des Ca' Vendramin trockengelegt, um das Gebiet großflächiger Bodenbearbeitung zu erschließen. 

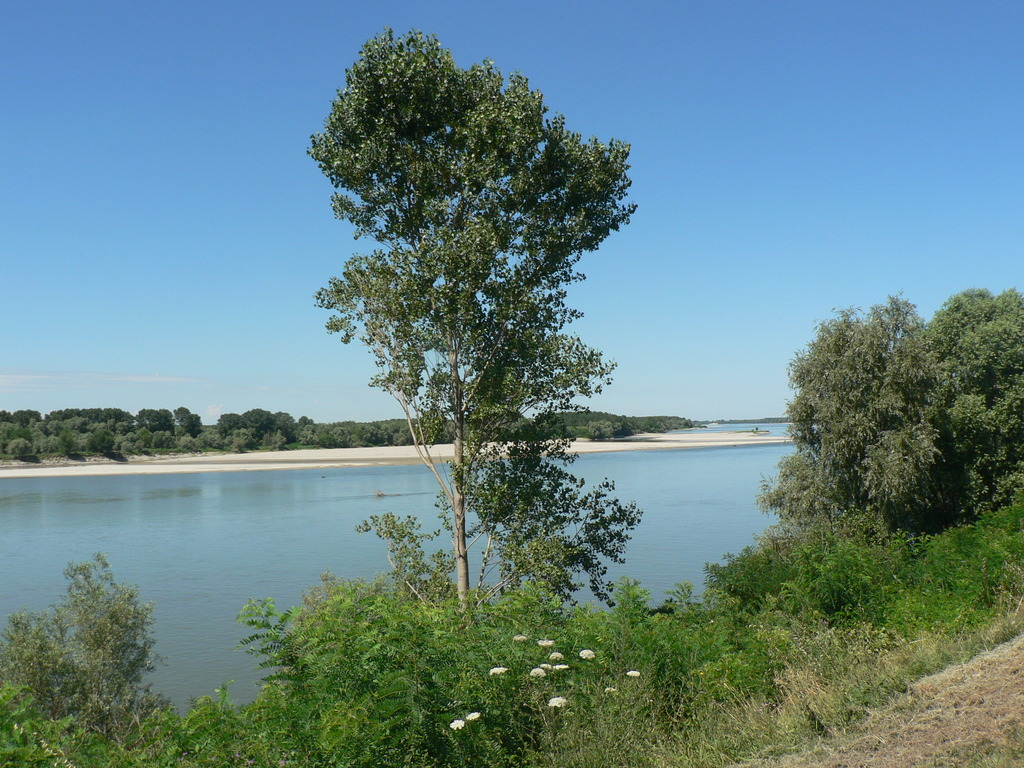
Der Po bei Occhiobello

In den 1940er Jahren entdeckte man Methanvorkommen, deren Erschließung zu einer Absenkung des Untergrundes um mehr als 3,5 m unter dem Meeresspiegel führte. Der unangemessene Umgang mit dem Süßwasser führte zudem zu weiteren Absenkungen, so dass bereits gewonnenes Land großflächig wieder verlorenging. 1951 wurde der Höchststand der Überflutungen erreicht, das gesamte Polesine bis Occhiobello überschwemmt.
Heute liegt das Delta unterhalb des Meeresspiegels, sieht man von den Dämmen, Sandbänken und fossilen Dünen ab. Das Consorzio di Bonifica Delta Po-Adige lässt große Mengen Wasser absaugen, wobei jährlich eine Milliarde m³ Wasser in die Abflusskanäle gepumpt werden. 

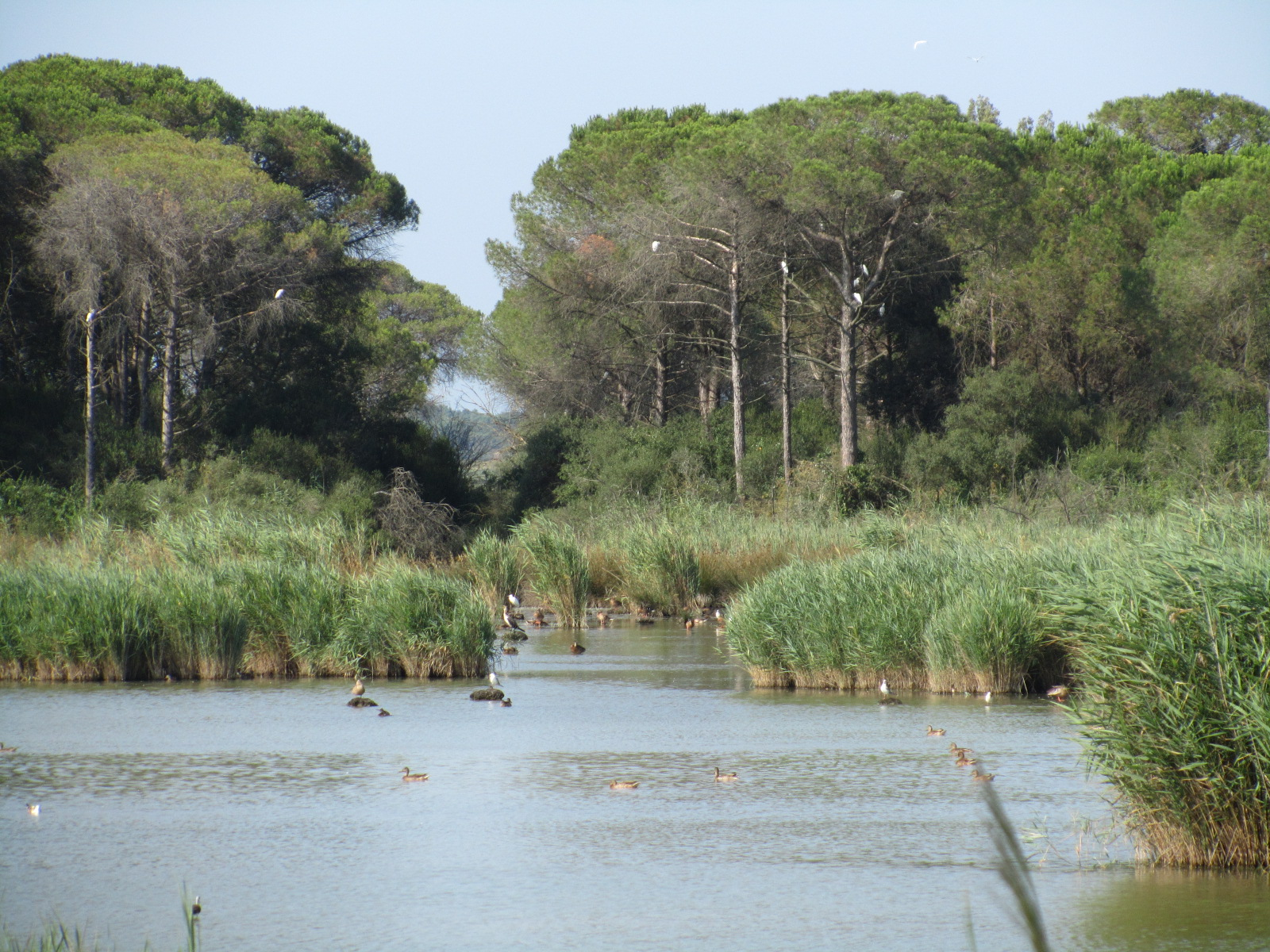
Im „Pineta di Classe“

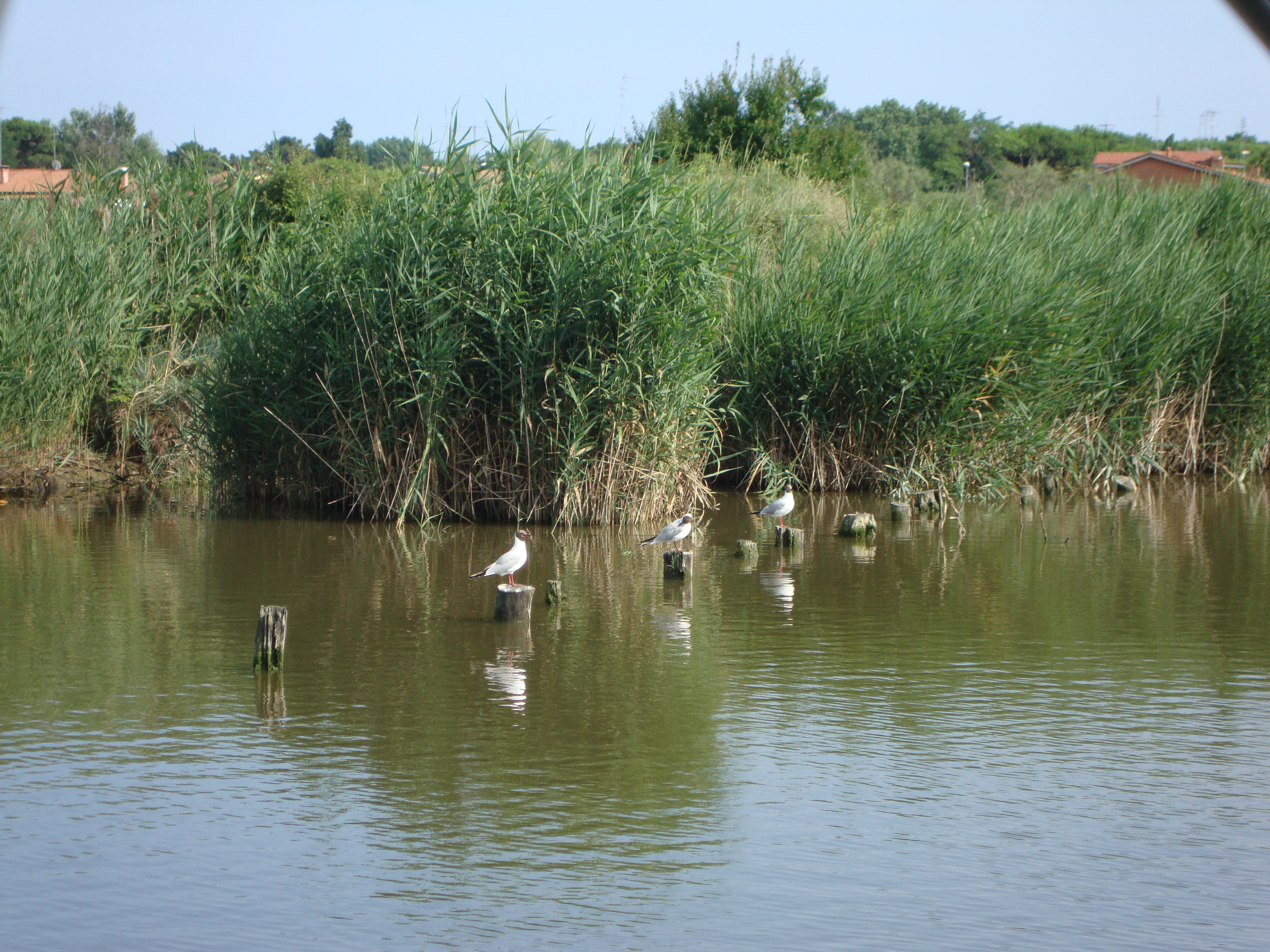
Gabbianelle

Im September 2013 wurde der Antrag zur Aufnahme als Biosphärenreservat bei der UNESCO eingereicht.

## Flora
In dieser komplexen Kulturlandschaft unterscheidet man verschiedene Landschaftstypen, wie die Gebiete der alten Flussbetten, die fossilen Dünen, die Dämme, die Hochwasserbetten (golene), die Valli da pesca, die Lagunen, Sacche und Scanni. 
Von den bis in die 1950er Jahre bestehenden autochthonen Wäldern sind nur geringe Bestände verblieben. In den trockeneren Gebieten, wie auf den jüngeren Dünen, herrscht die Steineiche (Quercus ilex) vor. In den Senken zwischen den Dünen, wo sich insbesondere im Winter das Wasser lange hält, herrscht hingegen die Schmalblättrige Esche
(Fraxinus oxycarpa) vor, dann die Silber-Pappel (Populus alba) und die Feldulme (Ulmus minor). Weiter im Westen, auf den älteren Dünen, finden sich hingegen Stieleiche (Quercus robur) und Hainbuche (Carpinus betulus). Auf den Dünenkämmen, den sogenannten staggi, stehen überwiegend Silber-Pappeln, Silber-Weide (Salix alba) und Eschen.
Pinienwälder wurden hingegen erst später eingetragen; dabei handelt es sich vor allem um Italienische Steinkiefer Pinus pinea und um See-Kiefern (Pinus pinaster). Daneben wachsen aber auch Stein- und Sommereiche, unter denen zahlreiche Arten von Büschen und Orchideen gedeihen.
In den feuchten Süßwasserzonen, in Lachen, abgeschnittenen Flussarmen, Kanälen, aufgegebenen Baugruben und den neu entstandenen Feuchtgebieten entlang der Küste besteht eine reiche Sumpfvegetation. Dort findet man Weiden und Pappeln. Auf Deichen, Ufern und Hochwasserbetten stehen dichte Bestände von Ufer-Seggen (Carex riparia), Echter Zaunwinde (Calystegia sepium) oder Schwanenblume (Butomus umbellatus) sowie einige seltene Orchideenarten. Im Frühjahr dominiert das Gelb der Sumpf-Schwertlilie (Iris pseudacorus).
In den Gebieten mit niedrigem Wasserstand gedeiht Schilfrohr (Phragmites australis) das häufig mit dem Schmalblättrigen Rohrkolben (Typha angustifolia) oder der Binsenschneide (Cladium mariscus) vergesellschaftet ist. In den Bereichen mit tieferem Wasser findet sich die Gewöhnliche Teichbinse (Schoenoplectus lacustris), dort wo das Wasser mehr als einen halben Meter tief ist wächst die Weiße Seerose (Nymphaea alba) und die Gelbe Teichrose (Nuphar luteum). Hinzu kommen verschiedene Arten der Gattungen Tausendblatt, Hornblatt oder Arten wie der Europäische Froschbiss (Hydrocharis morsus-ranae), meist nur als Froschbiss bezeichnet, Kleine Wasserlinse (Lemna minor), Wassernuss (Trapa natans), die in Deutschland vom Aussterben bedroht ist, oder die Europäische Seekanne (Nymphoides peltata).
In den stark von Salzwasser dominierten Gebieten unterscheidet sich die Vegetation erheblich. In den sogenannten Valli da pesca ist die verbreitetste Art die Meeres-Salde (Ruppia maritima) aus der Gattung der Salden. Doch auch der Meersalat (Ulva lactuca) kann so dicht auftreten, dass er die Durchfahrt für Boote unmöglich macht. Dort, wo der Salzgehalt des Wassers weniger hoch ist, herrscht hingegen das als „canna di palude“ bezeichnete Schilfrohr (Phragmites australis) in Vergesellschaftung mit der Meerstrand-Binse (Juncus maritimus) vor.

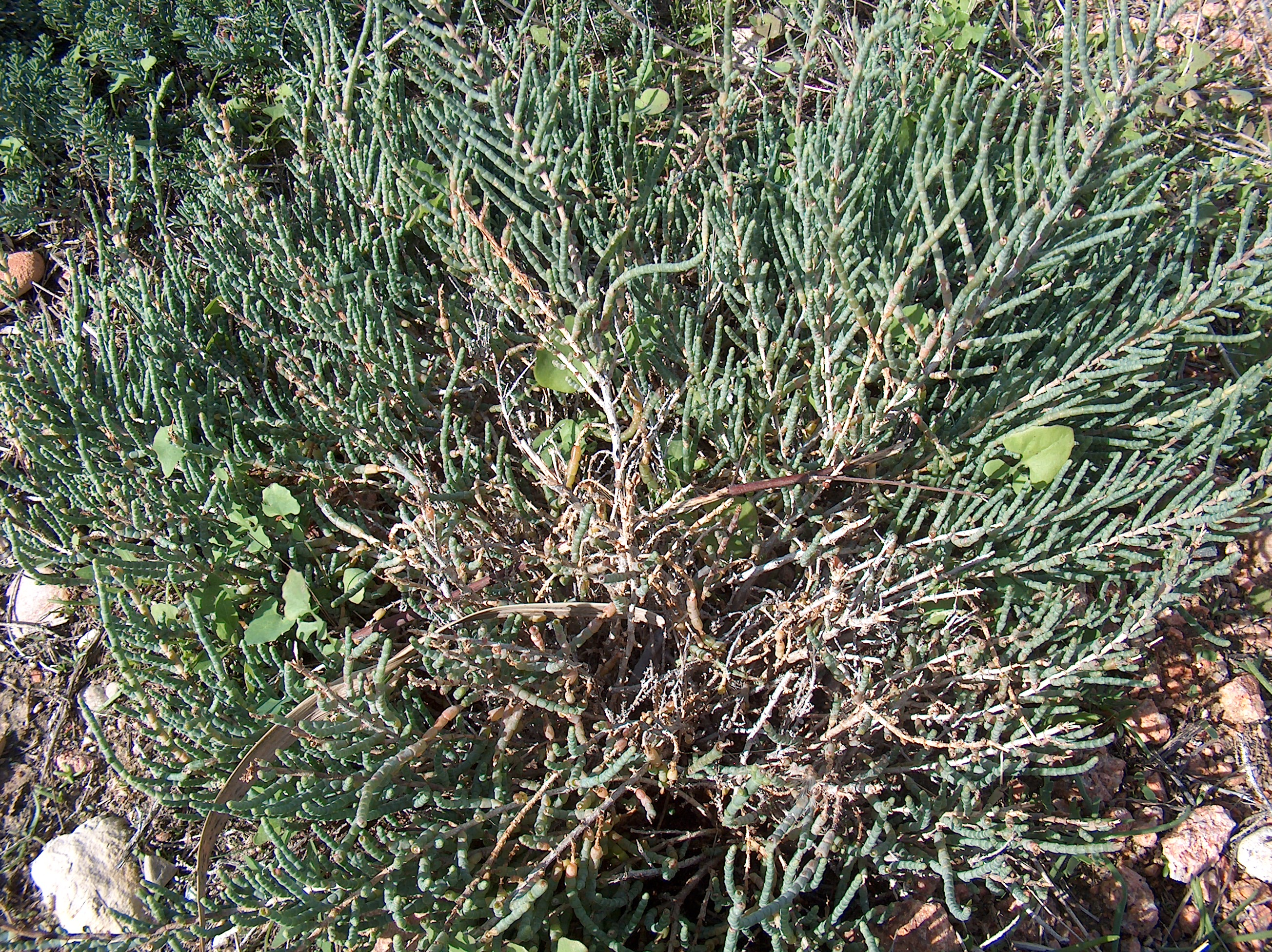
Arthrocnemum glaucum, im Deutschen: Ausdauernder Queller

An den Rändern der Barene, einer hier und für die Lagune von Venedig typischen Form der Salzmarschen, dominiert das Niedere Schlickgras (Spartina maritima), das in Italien nur im Nordosten vorkommt, und die ebenfalls zu den Schlickgräsern zählende Spartina juncea oder patens. Bei steigendem Salzgehalt finden sich wiederum andere Pflanzen, wie der Endemit der Brackwasserzone, die Quellerart Salicornia veneta, oder verschiedene Arten aus der Familie Arthrocnemum aus der Familie der Chenopodiaceae, die der Ordnung der Nelkenartigen angehört. Dazu zählen Arthrocnemum fruticosum, perenne und Arthrocnemum glaucum. Zur Familie der Fuchsschwanzgewächse gehören hingegen die Strand-Sode und die Rauhaarige Dornmelde.
Der als „tamerice“ bezeichnete Französische Tamariske (Tamarix gallica) ist mit einer Wuchshöhen von 2 bis 4 m einer der wenigen Bäume, die hier existieren können. Zum Farbenreichtum der Region tragen unter den geschützten Arten vor allem der Strandflieder, aber auch der Salz-Alant und die Strand-Aster bei.

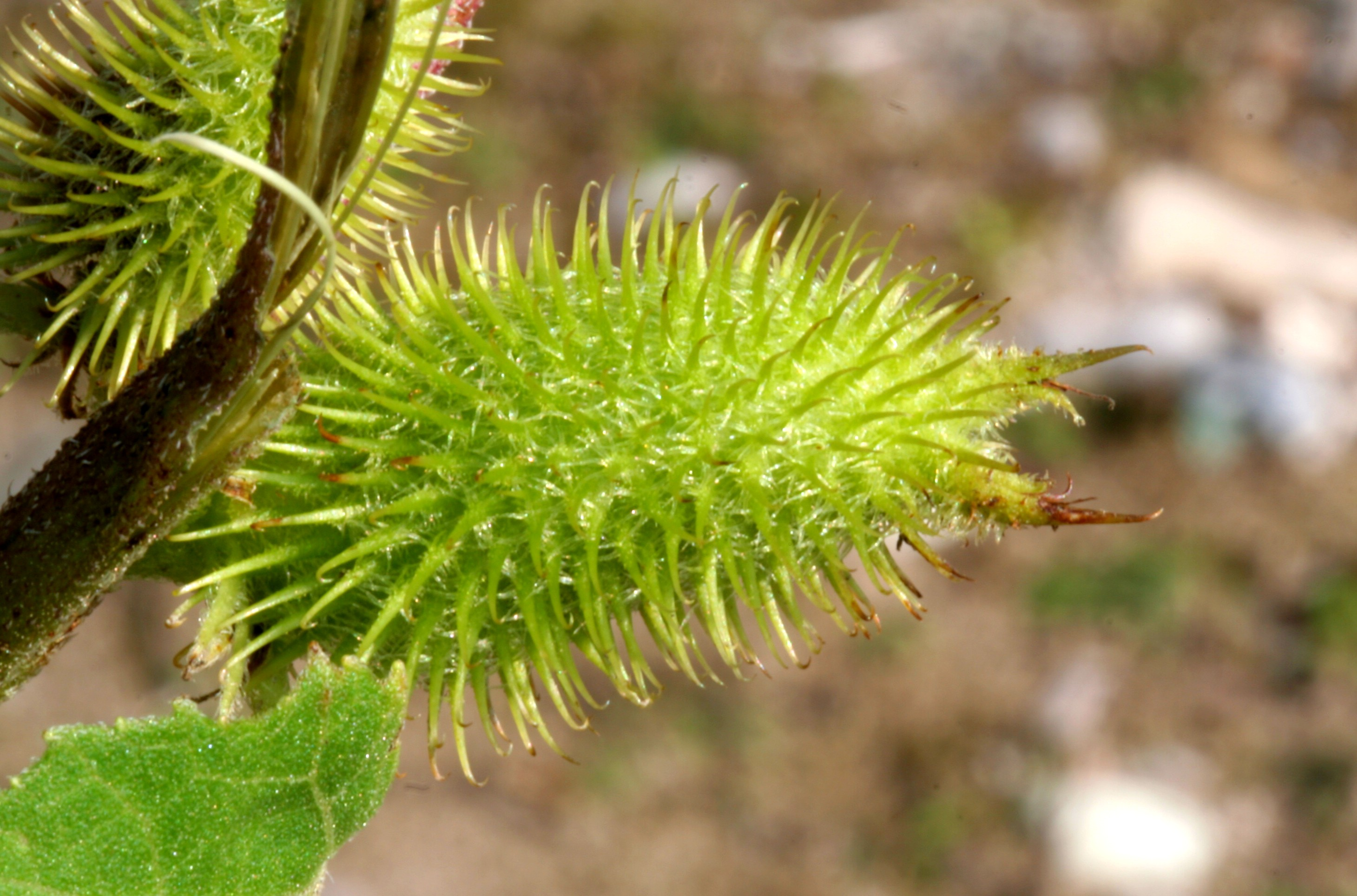
Italienische Spitzklette (Xanthium italicum)

In den trockeneren, höher gelegenen Gebieten unterscheidet sich die Flora der meeresnahen von derjenigen der meeresferneren Biotope. Nahe der Adria gedeihen auf den Dünen Europäischer Meersenf (Cakile maritima), die Italienische Spitzklette (Xanthium italicum) und die Stranddistel (Eryngium maritimum). Daneben existiert hier die Binsenquecke (Agropyron junceum), die Italienische Strohblume (Helichrysum italicum), das Dünen-Zypergras (Cyperus kalli oder capitatus). Auch wächst hier Strand-Schneckenklee (Medicago marina) aus der großen Familie der Hülsenfrüchtler.
In den höheren Lagen der Dünen wächst der Gewöhnliche Strandhafer (Ammophila littoralis oder Ammophila arenaria); dort wo sich der Dünenkamm über längere Zeit stabilisiert hat, siedeln sich Moose an, wie das Dach-Drehzahnmoos (Tortula ruralis), häufig in Verbindung mit Scabiosa argentea aus der Gattung der Skabiosen oder Vulpia membranacea an.

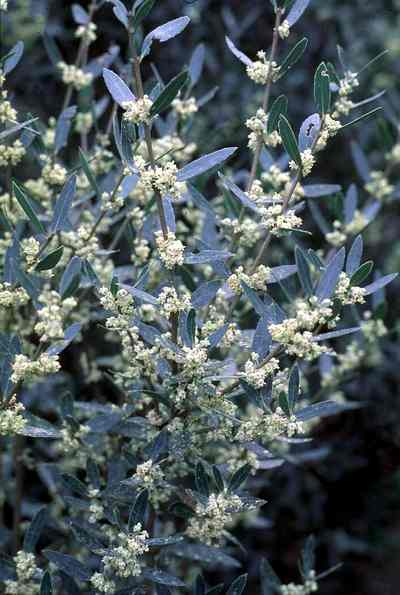
Phyllirea angustifolia

Weiter im Landesinneren trifft man auf den Spitzblättrigen Spargel (Asparagus acutifolius), Phyllirea angustifolia, aber auch Sanddorn,  Gemeiner Wacholder und die Gewöhnliche Kratzdistel gedeihen hier.

## Fauna
Der bewohnbare Raum für Bodenbewohner ist naturgemäß begrenzt, hingegen leben hier über 370 Vogelarten, dazu zahlreiche Fische und Mollusken.
Verbreitet sind Reiherarten wie der Grau-, Nacht- und Seidenreiher ebenso wie der Purpur- und der Rallenreiher, aber auch Haubentaucher, Kormorane, Rohrweihe und Zwergdommel, Bartmeise und verschiedene Sperlingsvögel. Hinzu kommen Drosselrohrsänger, Rohrammer, Seidensänger, Trauerseeschwalbe, die sehr selten zu sehende Weißbart-Seeschwalbe. Im Schutzgebiet nisten Zwerg- und Fluss-Seeschwalbe, Lach- und Brandseeschwalbe, Silber- und Lachmöwe, aber auch Rotschenkel, Stelzenläufer und Säbelschnäbler ebenso wie Löffler, Sichler, Schellente und Brandgans.
Im Winter kommen Tausende von Blässhühnern und zahlreiche Entenarten hierher, wie Tauchenten, Reiherenten oder Tafelente, aber auch Stockente, Spieß-, Knäk-, Löffel- oder Pfeifente.
Im Bereich der tiefsten Gewässer finden sich Säbelschnäbler, Stelzenläufer,  im Winter auch Bekassinen und Uferschnepfen. An den Stränden und auf den Sandbänken brütet der Austernfischer, der im übrigen Italien fast verschwunden ist.
An Mollusken finden sich vor allem die Essbare Miesmuschel (Mytilus galloprovincialis), nur hier Cozza di Scardovari genannt, die Europäische und die Portugiesische Auster (Crassostrea angulata), dann die Schwertförmige Scheidenmuschel und die Gegitterte Venusmuschel (Ruditapes decussatus) aus der Familie der Venusmuscheln. Von erheblicher wirtschaftlicher Bedeutung ist die Art Venerupis decussata, die hier als vongola verace bekannt ist und zur Familie der Venusmuscheln gehört. Stark ausgebreitet hat sich die philippinische Venusmuschel (Tapes philippinarum) seit den 1970er Jahren im gesamten Gebiet der Lagune von Venedig, in der Etsch und im Po di Goro. Diese Ausbreitung ist durch die starke Nachfrage bedingt, so dass es hier zu heftigen Auseinandersetzungen kam. 
Die häufigsten Fischarten sind  Hecht, Karpfen, Schleie, Gemeiner Sonnenbarsch und der ursprünglich aus Nordamerika stammende Schwarze Zwergwels. In den schlammigen Uferzonen leben Meerbarben, aber auch verschiedene Seezungen-, Flunder- und Plattfischartten. Fast verschwunden sind die noch in der Adria existierenden Störe, ebenso wie der Edelkrebs, während sich der Europäische Wels, der durch die künstliche Zucht eingetragen wurde, rapide ausbreitet.
In den Valli da pesca werden vor allem Europäischer Wolfsbarsch (oder Gefleckter Wolfsbarsch, beide werden als branzini bezeichnet), dann Goldbrasse, Meeräschen (Cefalo del Polesine) und Aale herangezogen. Im salzhaltigeren Wasser leben Grundeln, genauer die Anguilla del Delta del Po, die zur Vermehrung in die Adria ziehen, um danach zurückzukehren, und Atherina. Die weiblichen Anguille werden bis zu 1,5 m lang und wiegen bis zu 6 kg, während die Männchen sehr viel kleiner bleiben.

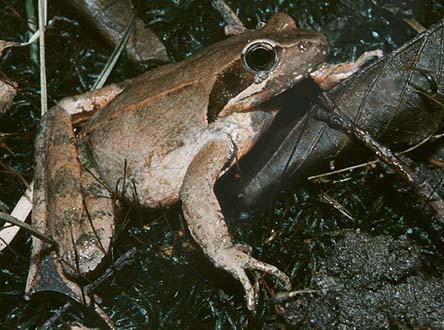
Der seltene italienische Springfrosch

Unter den Reptilien und Amphibien gilt die Europäische Sumpfschildkröte als typisch für das Schutzgebiet, verbreitet ist auch der Springfrosch. Selten hingegen ist der Italienische Springfrosch. Ebenfalls aus Nordamerika kommt der Nordamerikanische Ochsenfrosch. In den Gebieten mit Baumbestand lebt der Teichfrosch, verbreitet sind auch verschiedene Laubfroscharten. 
Nur im botanischen Garten von Caleri ist die einzige Kolonie der Knoblauchkröte zu sehen. In den bewaldeten Gebieten lebt die Erdkröte und die kleinere Wechselkröte, die auch in salzhaltigem Wasser überlebt.
Sehr scheue, bis zu 1,5 m lange Echte Ottern (vipera) kommen nur noch in den wenigen Waldgebieten und den küstennahen Kiefernwäldern vor. Im Bereich der Wasserläufe lebt die Ringelnatter und die kleinere Würfelnatter.
Einige Säugetierarten leben ebenfalls im Gebiet des Parks, darunter Igel, Maulwürfe und Mäuse. Zu nennen sind Spitzmäuse, darunter die Sumpfspitzmaus, die Eurasische Zwergmaus, die Ostschermaus oder Große Wühlmaus. Hinzu kommen Nutria und  Fuchs.